# Margarita Paz Paredes
Margarita Paz Paredes (San Felipe, Guanajuato, 30 de marzo de 1922-Ciudad de México, 22 de mayo de 1980), cuyo verdadero nombre era Margarita Camacho Baquedano, fue una destacada poeta y periodista mexicana. Sus poemas estuvieron enmarcados por temas relacionados con el humanismo, la filantropía y los derechos del pueblo.

## Biografía
Se conocen pocos datos de su vida; se sabe que estudió la carrera de periodismo en la Universidad Obrera y la carrera de filosofía y letras, junto con literatura, en la Facultad de Filosofía y Letras de la Universidad Nacional Autónoma de México. Hacia 1942 escribió "Sonaja", su primera obra literaria, la cual sería el comienzo de su carrera en la escritura –donde llegó a publicar títulos de renombre como "Litoral del tiempo" y "Segundo litoral del tiempo"–. Su obra sigue siendo un reflejo de la vida contemporánea, aunque en un principio produjo poemas relacionados con el amor y desengaño, sin embargo, con el paso del tiempo le dio un contexto político y social. Sin embargo, no sólo abarcaba el género narrativo, sino también el lírico; esta se caracterizó por los entornos cotidianos en los que se relacionaba el ser humano, pero además, y según diversos literatos, también por la religión, el erotismo, el destino y la infancia, temáticas que se desarrollaron en la mayoría de sus obras. Dentro de sus poemas destacan "Oda a Constantini Oumanski" (1945), "El anhelo plural" (1948), "Andamios de sombras" (1949), "Canto a México" (1952), "Presagio en el viento" (1955), "La imagen y su espejo" (1962), "Señales" (1972) y "Memorias de hospital y presagio" (1979). Su poesía se caracteriza por tener una "sensualidad sutil, pero contundente"; asimismo, por reflejar la actualidad y tener un sentido de "[...] entrega y comunión".
En 1940, se afilió a un grupo de poetisas al lado de Pita Amor y Rosario Castellanos. Margarita fue profesora de literatura universal y española en la Universidad de Toluca y en la Escuela Normal Superior de México. Posteriormente contrajo nupcias con Ermilo Abreu Gómez, quien murió en 1971. En 1955 fue comisionada por la Organización de Estados Centroamericanos (ODECA) de realizar una antología de la lírica contemporánea de México. Además, presentó sus recitales en universidades de México y el resto de Latinoamérica, al tiempo que pudo colaborar en revistas y rotativos del país. Publicó más de 15 libros lo que le mereció varios premios y diplomas tanto en el extranjero como en el país. Margarita Paz Paredes murió el 22 de mayo de 1980, en la Ciudad de México a la edad de cincuenta y ocho años.
Llegó a publicar otras obras durante su vida, tales como:
- Voz de la tierra (1946).
- El anhelo plural (1948).
- Retorno (1948).
- Génesis transido (1949).
- Elegía a Gabriel Ramos Millán (1949).
- Dimensión del silencio (1953).
- Casa en la  niebla (1956).
- Coloquio de amor (1957).
- Cristal adentro (1957).
- Los animales y el sueño (1960).
- Rebelión de ceniza (1960).
- Elegía a César Garizurieta (1961).
- El rostro imposible (1965).
- Lumbre cautiva (1968).
- Otra vez la muerte (1976).
- La terrestre esperanza (1977).
- Puerta de luz líquida (1978).
- Viaje a China Popular (1966) —que fue un escrito en prosa.